# Palmares do Sul
Palmares do Sul é um município brasileiro do estado do Rio Grande do Sul, fundado em 1982.

## História
A ocupação do território atual de Palmares do Sul é muito antiga. As primeiras famílias ocuparam essa região depois de abril de 1763, quando fugiram de Rio Grande face a invasão espanhola que tomou a cidade e também São José do Norte. A presença dessas famílias foi consolidada em 1773, quando os portugueses recuperaram o território até os limites do Chuí. Daí, as sesmarias foram povoadas por grandes manadas de gado vacum, cavalar e ovino, formando assim a base econômica da região até o ano de 1936. O município foi criado no período do Brasil Império, como distrito pertencente ao município de Vila da Conceição do Arroio, hoje chamado de Osório. Entre 1920 e 1950 ganhou importância com a implantação de um porto às margens do Rio Palmares, como também uma ferrovia até Osório. Formou-se, então, um entroncamento hidroferroviário que ligava Torres, Osório e Palmares do Sul com a capital Porto Alegre. O nome "Palmares" foi escolhido pelos primeiros moradores portugueses ainda no século XVIII, visto que nas redondezas havia grande quantidade de butiatuvas (ou butiatubas), cujo conjunto forma aquilo que os portugueses denominavam de "palmares". Na palavra butiatuba, "tuba" significa "lugar" e "butiá" significa "planta", na língua tupi-guarani. É uma planta da família das palmáceas, que se adaptam bem ao solo e ao clima da região. A adição do termo "do Sul" se deu porque, por volta de 1944, surgiu uma ordem federal de que não poderia haver, dentro de um estado ou país, cidades de nomes semelhantes. Assim, devido à revelia dos palmarenses, o nome do distrito de Palmares passou a ser Emílio Meyer. Somente em 1950 o nome original voltou a ser Palmares, agora agregado ao determinativo "do Sul". Isso ocorreu pois existe um município com o nome de Palmares, em Pernambuco, que por ser mais antigo teve o privilégio de permanecer com o seu nome original. Tal fato foi oficializado por lei da Câmara de Veradores de Osório por iniciativa de Antônio de Azevedo Pereira, morador de Palmares do Sul.
Os campos que hoje compõem o município de Palmares do Sul foram doados por meio de sesmarias.
O município se emancipou de Osório em 1982, e seu primeiro prefeito foi o engenheiro agrônomo Ney Cardoso Azevedo .

## Fotos

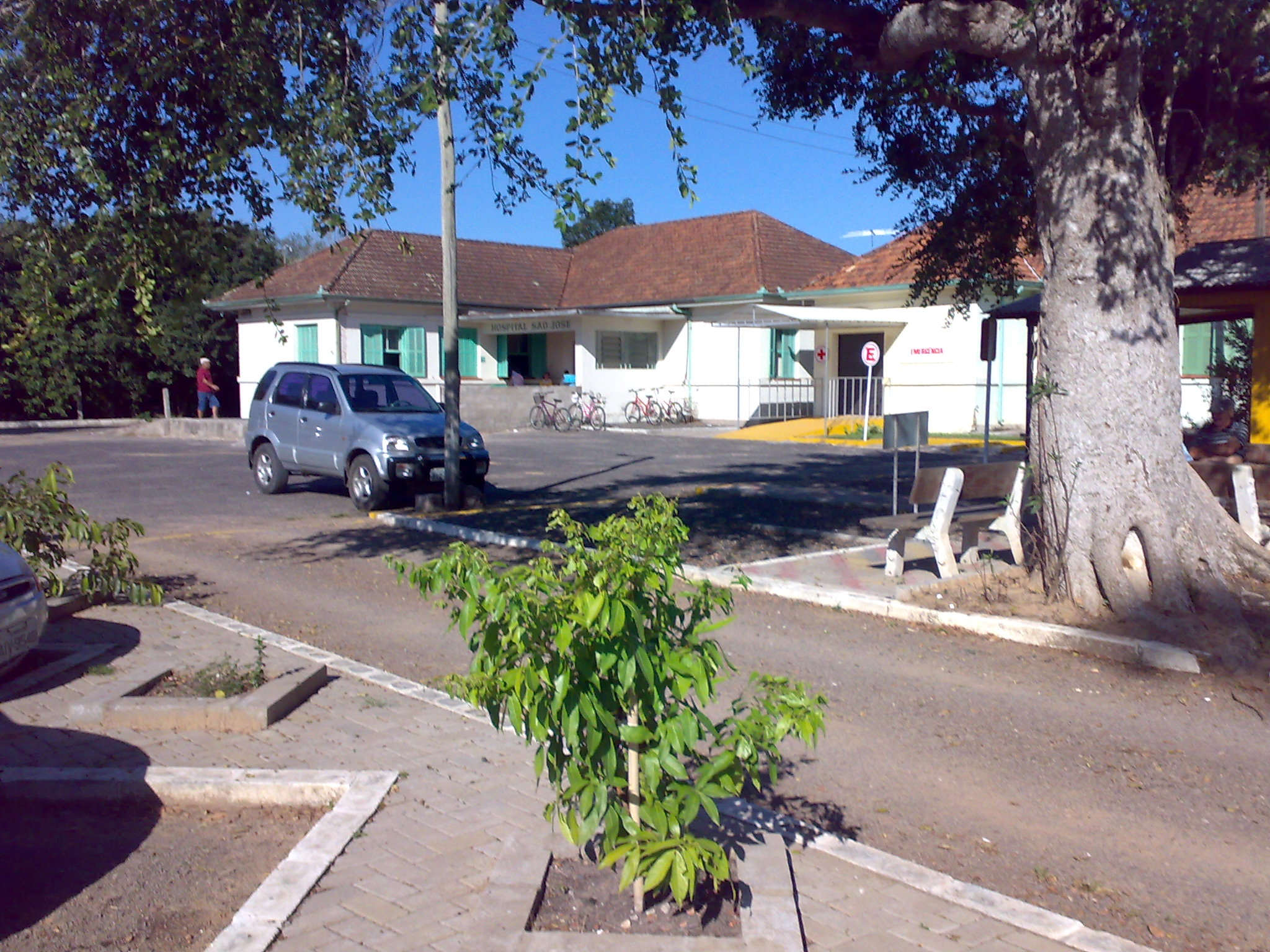
Hospital Beneficente São José.
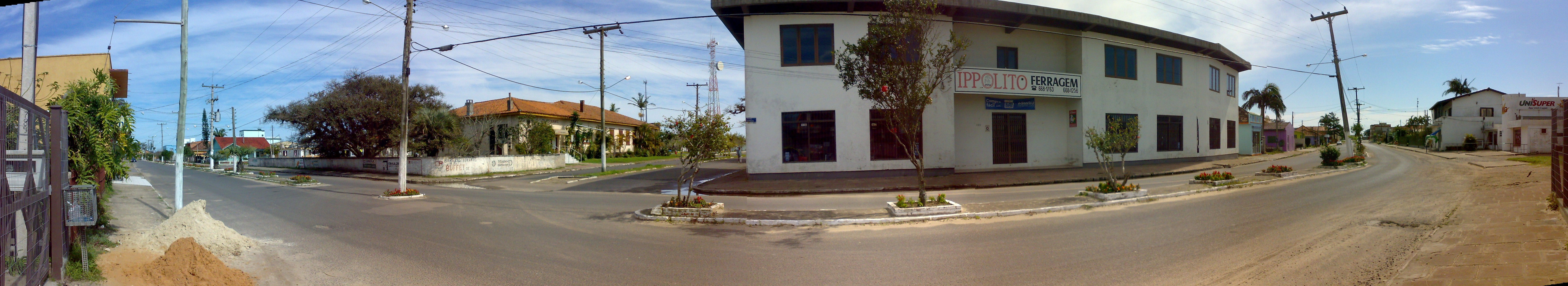
Avenida Luis Silveira, uma das mais importantes de Palmares do Sul.
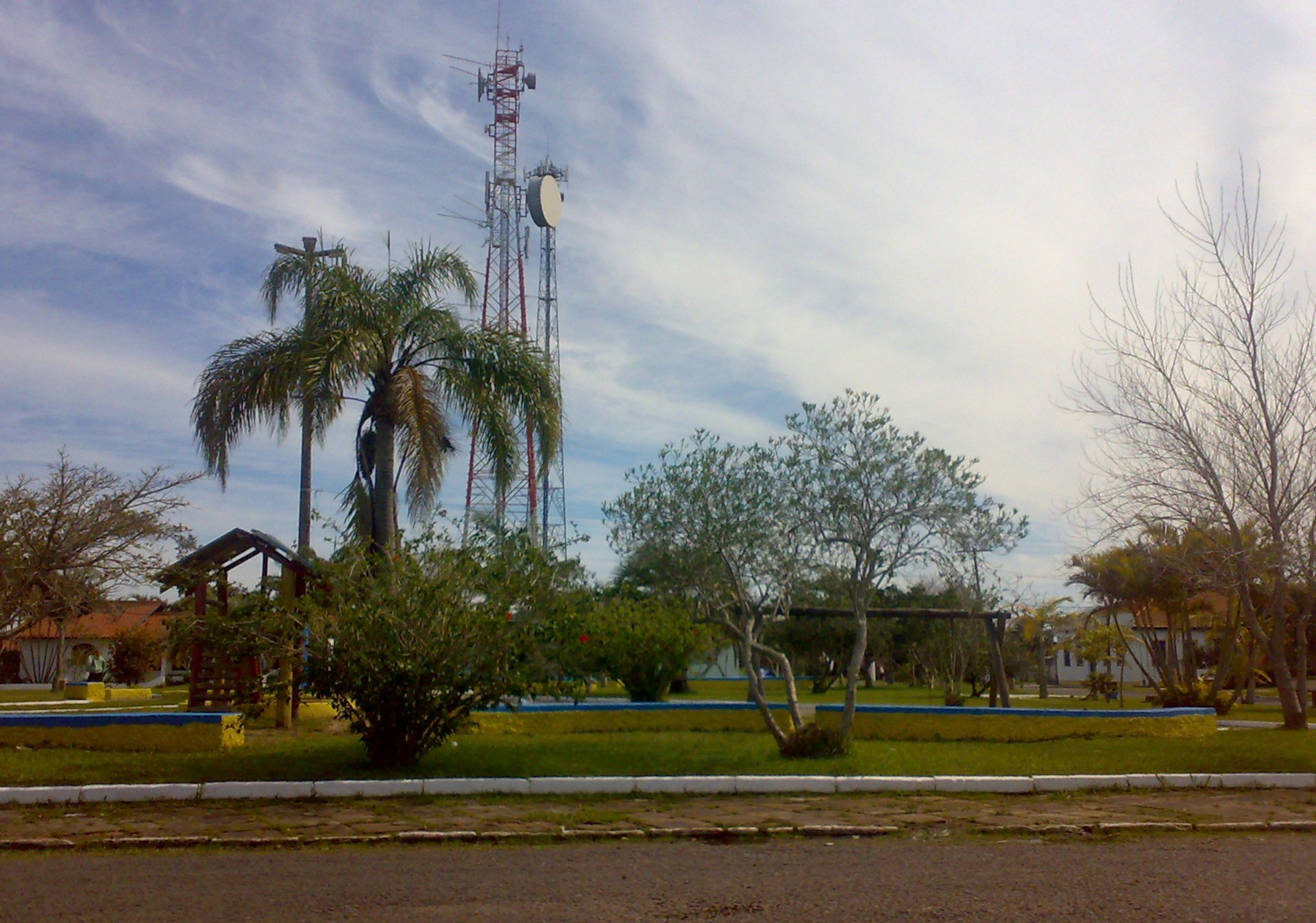
Praça Municipal de Palmares do Sul.
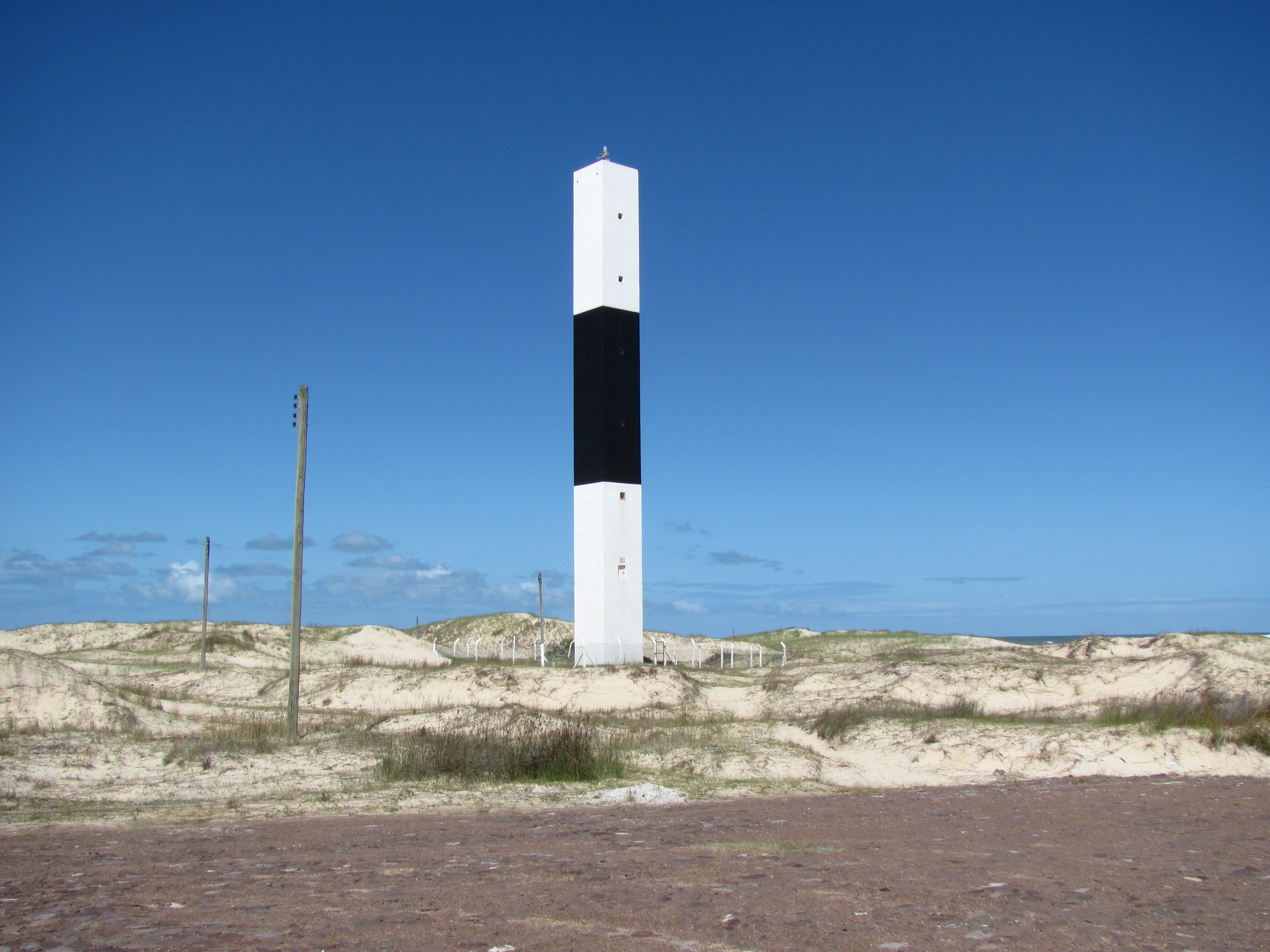
Farol na Praia de Dunas Altas.

## Economia

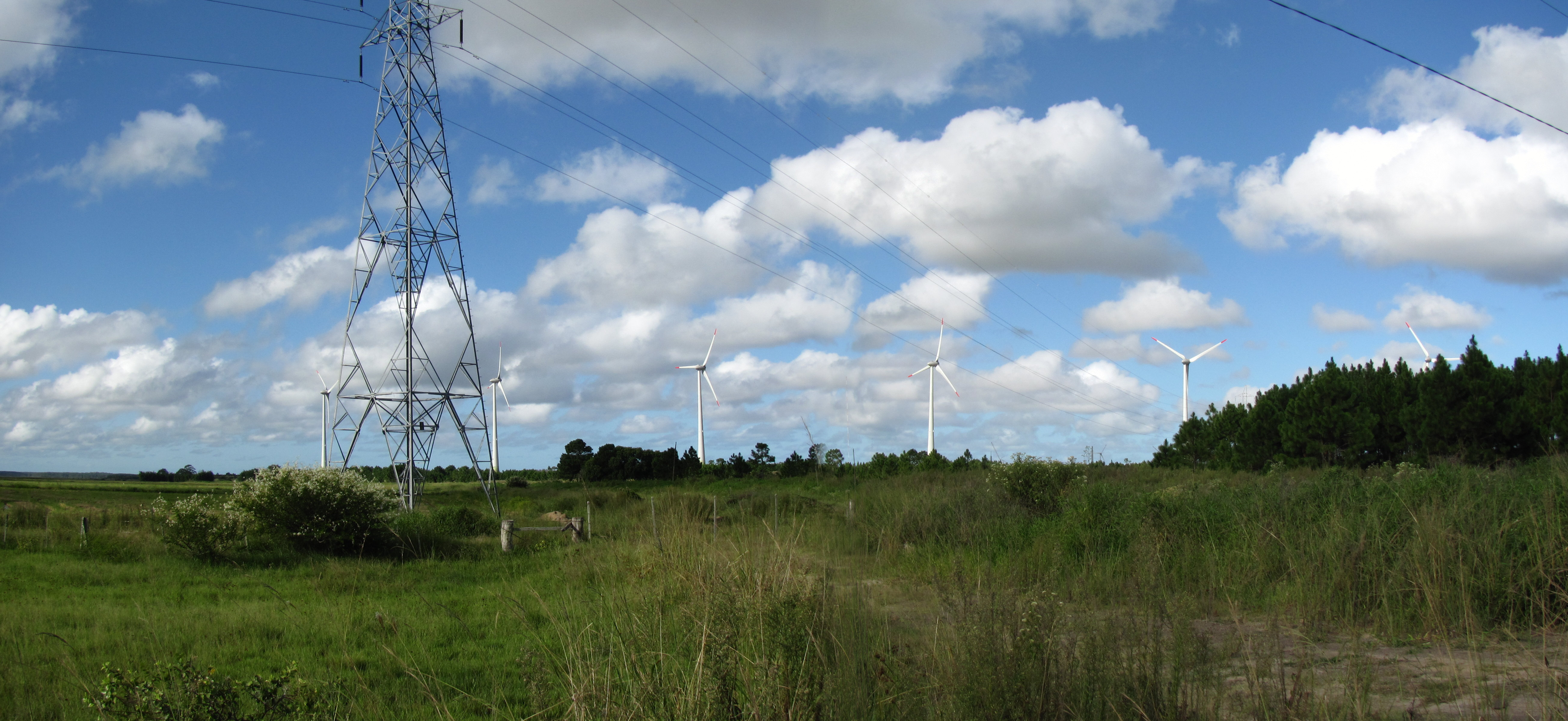
Parque Eólico de Palmares.

Está sendo construído um Parque de Energia Eólica, que quando concluído em 2012, deverá contar com 25 Aerogeradores e potência de 50MW. Atualmente já existe 15 aerogeradores em funcionamento. Esse parque trará impacto econômico positivo a riqueza do municipío.
A construção do Parque Eólico de Palmares é financiada pelo BNDES (Banco Nacional de Desenvolvimento Econômico e Social) e visa a diversificação da matriz energética no Rio Grande do Sul com ênfase na geração de energia não poluente e renovável. A empresa exploradora tem garantido um contrato com duração de 20 anos para comercializar a energia produzida.